# Mundaghatta, Belur
Mundaghatta là một làng thuộc tehsil Belur, huyện Hassan, bang Karnataka, Ấn Độ.